# Báo Ảnh Việt Nam
Báo ảnh Việt Nam là một báo in, báo điện tử tại Việt Nam trực thuộc Thông tấn xã Việt Nam.

## Lịch sử
Báo ảnh Việt Nam ra số đầu tiên vào ngày 15-10-1954, tức chỉ 5 ngày sau khi Thủ đô Hà Nội được giải phóng. Đây là tờ báo thông tin đối ngoại chính thức bằng hình ảnh của Việt Nam. Thời kỳ đầu Báo thuộc Bộ Văn hóa Thông tin, sau thuộc Ủy ban Liên lạc Văn hóa với nước ngoài, sau nữa lại về Ban Tuyên giáo Trung ương, và nay trực thuộc Thông tấn xã Việt Nam. Báo ảnh Việt Nam với tên gọi ban đầu là "Hình ảnh Việt Nam". Báo ảnh Việt Nam mang đến bạn đọc những thông tin và hình ảnh phong phú về đất nước con người Việt Nam trên tất cả các lĩnh vực chính trị - ngoại giao, kinh tế - xã hội, văn hoá - nghệ thuật...
Trong hơn nửa thế kỷ qua, lớp lớp phóng viên Báo ảnh Việt Nam luôn đồng hành cùng đất nước, ghi lại hình ảnh của một dân tộc kiên cường trong chiến đấu bảo vệ Tổ quốc, cần cù trong lao động xây dựng đất nước, giàu lòng nhân ái và có truyền thống lâu đời, một dân tộc yêu hòa bình và mong muốn là bạn của tất cả các dân tộc trên thế giới. Báo ảnh Việt Nam là người bạn trung thành với bạn đọc ở khắp các châu lục.
Báo ảnh Việt Nam hiện là tờ báo nhiều ngôn ngữ nhất Việt Nam với 9 ngữ được xuất bản và phát hành trên hai hệ thống:
Báo in có 4 ngôn ngữ: tiếng Anh, tiếng Trung Quốc ra hàng tháng; tiếng Tây Ban Nha và tiếng Lào ra 2 tháng một kỳ.
Báo điện tử có 10 ngôn ngữ: tiếng Việt, tiếng Anh, tiếng Pháp, tiếng Trung Quốc, tiếng Nhật, tiếng Nga, tiếng Tây Ban Nha, tiếng Lào, tiếng Khmer, tiếng Hàn Quốc
Ngoài ra, Báo ảnh Việt Nam còn có 2 ấn phẩm phụ gồm:
- Tạp chí Đẹp, tạp chí giải trí hàng đầu của Việt Nam dành cho phái đẹp.
- Thời báo Việt Hàn, tờ báo tiếng Hàn đầu tiên và duy nhất tại Việt Nam, xuất bản một số/tuần.
Báo ảnh Việt Nam đã lập được nhiều kỷ lục, thành tích mà nhiều tờ báo mong muốn: Báo nhiều ngữ nhất Việt Nam; Báo được in và phát hành ở nhiều nước nhất với hơn 145 quốc gia và vùng lãnh thổ trên toàn thế giới; là một trong 2 tờ báo của Việt Nam có mặt tại thư viện lớn nhất của Liên hợp quốc và Trung tâm Dữ kiện và Tư liệu của Liên hợp quốc tại New York, Hoa Kỳ.